# Uroplectes planimanus
Uroplectes planimanus es una especie de escorpión del género Uroplectes, familia Buthidae. Fue descrita científicamente por Karsch en 1879.
Habita en Namibia, Sudáfrica, Botsuana, Angola y Zimbabue. El tronco de los sintipos mide 16-17 mm y la cola 31-32 mm.